# Division No 8 (Manitoba)
Pour les articles homonymes, voir Division No 8.
La division No 8 est une des divisions de recensement du Manitoba (Canada).

## Liste des municipalités

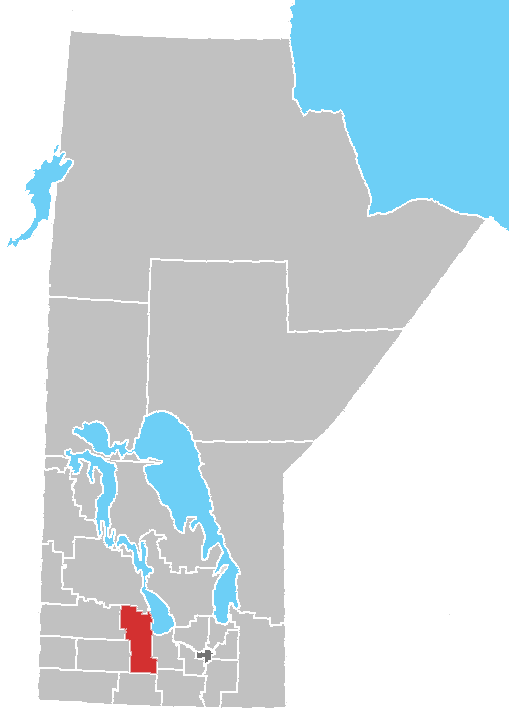
Localisation de la division No 8

Municipalité rurale
- Glenella (en)
- Lakeview (en)
- Lansdowne (en)
- North Norfolk
- South Norfolk (en)
- Victoria (en)
- Westbourne (en)

Ville (Town)
- Gladstone
- MacGregor
- Treherne (en)

Village
- Notre-Dame-de-Lourdes

Réserve indienne
- Sandy Bay 5 (en)